# Wiesław Wodecki
Wiesław Wacław Wodecki (ur. 9 października 1927 w Pińczowie, zm. 31 grudnia 2010 w Ligocie Pięknej) – polski pisarz, dziennikarz (używał pseudonimów: W.Kos, Rafał Jeż, Paweł Ponar, wuwu), scenarzysta i reżyser.

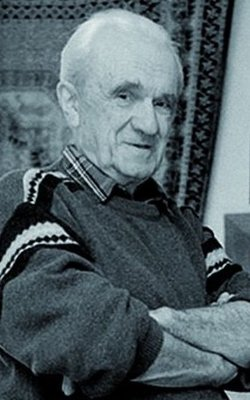
Wiesław Wodecki, 1999
(foto Magda Kołodzińska)

## Życiorys
Podczas II wojny światowej, w latach 1944–1945, młodociany żołnierz Armii Krajowej, w 1945 przyjechał do Wrocławia. Był tu tuż po wojnie strażnikiem Kompanii Akademickiej, broniącej klinik Akademii Medycznej przed szabrownikami. Później podjął studia polonistyczne, przeniósł się jednak na historię, potem na ekonomię i kolejno na socjologię; ostatecznie w 1950 roku ukończył prawo.
Pisywał do różnych gazet już w latach 1945–1948 (od 1948 do 1951 był członkiem Związku Zawodowego Dziennikarzy RP, a od 1951 do 1990 – Stowarzyszenia Dziennikarzy Polskich), od 1948 podjął pracę w redakcji wrocławskiej Gazety Robotniczej, w której był m.in. twórcą – w 1957 r. – jej Magazynu Tygodniowego. W czasach gomułkowskiej odwilży po 1956 r. został nawet redaktorem naczelnym tego dziennika, ale w 1960 został z tego stanowiska odwołany. W 1961 pisał w Głosie Szczecińskim, a później przez kilka lat (1961–1968) pracował jako licencjonowany pilot wycieczek zagranicznych, zaś w 1969 podjął pracę we wrocławskim ośrodku Telewizji Polskiej. W 1970 roku powołano go na stanowisko zastępcy redaktora naczelnego wrocławskiego ośrodka telewizyjnego. Stworzył tu dokumentalne widowisko o oblężeniu Festung Breslau – Rzecz o zagładzie miasta (1970), za które otrzymał „Złoty Ekran”. Realizował też spektakle teatralne: Śniadanie Grońskiego (1977) w Jeleniej Górze, Pierwszy dzień wolności Leona Kruczkowskiego (1979), Zapomnieć o Herostratesie Gorina (1980), Uszy do góry, panie Szwejk! (1983) według Jarosława Haszka. Najważniejszym dziełem reżyserskim Wodeckiego był zrealizowany przez wrocławską telewizję tryptyk Aleksandra Suchowo-Kobylina z Igorem Przegrodzkim w roli głównej: Małżeństwo Kreczyńskiego (1976), Sprawa (1977), Śmierć Tarełkina (1981).
Bezpośrednio po wojnie, w latach 1946–1948, Wodecki był członkiem ZNMS i PPS, później od 1948 do 1981 – PZPR. Jego zaangażowanie po Sierpniu 80 spowodowało, że internowano go po 13 grudnia 1981 i kiedy został z internowania zwolniony, przeszedł na emeryturę i zdecydował się zmienić zajęcie: kupił grunt pod Wrocławiem i osiedlił się w Ligocie Pięknej niedaleko Wrocławia. Tam wypracował sobie licencje mistrza ogrodnictwa i pszczelarstwa, tam też mógł pozwolić sobie na to, by mieszkały z nim liczne psy i koty. W 1992 roku zdecydował się jednak ponownie podjąć współpracę z prasą. Od 1993 pisał regularnie felietony („Racje i aberracje”) do swojej dawnej gazety, która przekształciła się w tym czasie w Gazetę Wrocławską. Odszedł z niej w 2005 roku, kiedy weszła w skład koncernu Polska The Times, ale nadal pisywał felietony: teraz już dla lokalnej Nowej Gazety Trzebnickiej, pod wspólnym tytułem „Na przyzbie” (później, kiedy zaczęło mu odmawiać posłuszeństwa zdrowie, przekształconym w „Na przyzbie przyszpitalnej”). W ostatnich tygodniach przed śmiercią jego felietony otrzymały nadtytuł „Opowieści ludzi przedwczorajszych”; ostatni z nich wydrukowano już po śmierci autora, 3 stycznia 2011.
Felietony Wodeckiego ukazały się też w formie książkowej: 3 po 3 razy 60, wydane z Magazynu (1996, wspólnie z Aleksandrem Malakiem i Tadeuszem Burzyńskim) i W Pińczowie dnieje (2006). Wydał też wspomnienia w książce Herbata na żyletce (2008), zaś Listy do Ity opublikował w 2009, po śmierci żony. W latach 80. XX wieku publikował też w drugim obiegu: Listy do Leona (Przedświt, Warszawa 1984), Moskwa – Plac Czerwony 28 maja, godz. 19.30 (Oficyna niepokornych, Wrocław 1987), Komando KZC 0423 (Oficyna Niepokornych, Wrocław 1988 i Toronto 1990) i Nowo-twór (szkice o Rosji, Oficyna Niepokornych, Wrocław 1989).

## Rodzina
Wiesław Wodecki ze swą żoną Teresą z domu Worono (ukończyła studia filologiczne) miał dwoje dzieci: córkę Ewę Beatę, architekta i scenografa teatralnego oraz syna Witolda, lekarza weterynarii, który zmarł w 1981.